# William V. Sullivan

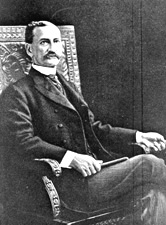
William V. Sullivan

William Van Amberg Sullivan (* 18. Dezember 1857 bei Winona, Montgomery County, Mississippi; † 21. März 1918 in Oxford, Mississippi) war ein US-amerikanischer Politiker (Demokratische Partei), der den Bundesstaat Mississippi in beiden Kammern des Kongresses vertrat.
William Sullivan besuchte die öffentlichen Schulen im Panola County und später die University of Mississippi in Oxford, wo er der studentischen Geheimverbindung St. Anthony Hall angehörte. Seinen Abschluss machte er 1875 an der Vanderbilt University in Nashville, woraufhin er im selben Jahr in die Anwaltskammer aufgenommen wurde und in Austin (Mississippi) zu praktizieren begann.
Ab 1877 lebte Sullivan in Oxford, wo er auch im Stadtrat saß. 1896 wurde er ins Repräsentantenhaus der Vereinigten Staaten gewählt, in dem er ab dem 4. März 1897 den zweiten Distrikt von Mississippi vertrat. Er legte sein Mandat am 31. Mai 1898 nieder, nachdem er zum US-Senat ernannt worden war; dabei trat er die Nachfolge des verstorbenen Edward C. Walthall an. Sullivan entschied auch die Nachwahl für sich und verblieb somit bis zum 3. März 1901 im Senat; zur nächsten regulären Wahl trat er nicht mehr an.
Danach zog sich Sullivan aus der Politik zurück. Ins Licht der Öffentlichkeit trat er wieder am 8. September 1908, als er in Oxford einen Lynchmob anführte, der den Afroamerikaner Nelse Patton tötete. Dieser war beschuldigt worden, eine weiße Frau ermordet zu haben. Am Tag darauf zitierte die New York Times Sullivan mit diesen Worten: „Ich führte den Mob an, der Nelse Patton gelyncht hat, und ich bin stolz darauf. Ich habe jede Bewegung des Mobs geleitet und tat alles, was ich konnte, um ihn gelyncht zu sehen.“ Welche Konsequenzen sich für Sullivan aus dieser Tat ergaben, ist nicht überliefert.